# Изар, Шеннон
Шеннон Изар (фр. Shannon Izar, родилась 8 мая 1993 года в Лондоне) — французская регбистка, известная по выступлениям в составе женских сборных Франции по регби-15 и по регби-7. Выступает на позиции центра и винга за клуб «Шийи-Мазарен».

## Игровая карьера
Уроженка Лондона. Занималась пятиборьем в команде Кастра до 2011 года. В регби дебютировала в 2012 году, начав тренироваться в университетской команде Лилля, а через три месяца дебютировала в основном составе клуба «Лилль» в чемпионате Франции. 2 ноября 2013 года дебютировала за сборную Франции матчем против Канады, в том же году сыграла на чемпионате мира в Москве (20 очков и 8-е место).
14 марта 2014 года в матче против Ирландии она завоевала Кубок шести наций и Большой шлем (победа 19:15). В том же году со сборной Франции стала бронзовой призёркой чемпионата мира.
На Олимпиаде в Рио в первой же игре 6 августа 2016 года против Испании (победа 24:7) Шеннон получила травму, из-за которой не смогла продолжать соревнования: её в экстренном порядке заменили на Жесси Тремульер. В 2017 году она выиграла вторую бронзовую медаль в карьере, завоевав её на чемпионате мира по регби-15 в Ирландии: сыграла в матчах против Австралии, Ирландии (групповой этап) и в полуфинале против Англии, а в матче против Австралии за первые 25 минут занесла сразу три попытки.
В 2021 году Давид Курте включил Шеннон в заявку сборной Франции по регби-7 на Олимпиаду в Токио. На играх Шеннон завоевала серебряную медаль.

## Личная жизнь
Родители проживают в Венесе (департамент Тарн). Шеннон учится в университете на кинезиотерапевта.

## Достижения

### Клубные
- Чемпионка Франции[фр.]: 2016 (Лилль)

### В сборных
- Победительница Кубка шести наций: 2014 (в т. ч. выиграла Большой шлем)
- Бронзовый призёр чемпионатов мира 2014 и 2017 (регби-15)
- Серебряный призёр чемпионата мира 2018 (регби-7)
- Серебряный призёр летних Олимпийских игр 2020 (регби-7)